# Mallomus
Mallomus là một chi bướm đêm thuộc họ Geometridae.